# Ignaz Weinhart (Jesuit)
Ignaz Weinhart SJ (Ignaz von Weinhart zu Thierburg und Vollandsegg, * 19. August 1705 in Innsbruck; † 22. Mai 1787 ebenda) war ein österreichischer Jesuit und Universalgelehrter. Als Professor für Mathematik und Physik an der Universität Innsbruck begründete er dort die Experimentalphysik und Geophysik und war Initiator der ersten Landesvermessung Tirols, des Atlas Tyrolensis.

## Ausbildung und Jesuitenorden
Als Sohn des Mediziners Ferdinand Karl von Weinhart in Innsbruck geboren, studierte Ignaz (wie er selbst berichtete) die Inferiora durch sieben Jahre zu Innsbruck und Neuburg an der Donau, die Superiora in Philosophie, Mathematik, Theologie und Jura während sieben Jahren in Ingolstadt. Schon mit 16 Jahren, am 28. September 1721, trat er in den Jesuitenorden ein und legte darin am 29. September 1723 die ersten drei Ordensgelübde, und am 2. Februar 1739 die Feierliche Profess des vierten Ordensgelübdes ab. Seine Priesterweihe erhielt er im Jahre 1735. Seine Arbeiten im Orden waren zunächst drei Jahre Grammatik, zwei Jahre Poesie und während fünf Jahren Professor des Philosophischen Lehramts. Während dieser Zeit lehrte er auch an der Universität Freiburg im Breisgau und war Präfekt am Gymnasium Lyzeum in Luzern (Schweiz).
Von 1740 bis 1742 war er Professor der Theologie in Regensburg und ab 1742 Universitätsprofessor in Innsbruck, wo er Mathematik lehrte und sich daneben mit Astronomie und Experimentalphysik befasste. Nach Rudolf Henz war er ein strenger, aber beliebter und sozial denkender Hochschullehrer. Als Berater der Landesregierung war er u. a. mit Volkswirtschaft und den Tiroler Salinen befasst. An Sonntagen hielt er Kurse für Maurer- und Zimmermanngesellen und war auch Lehrer der späteren Bauernkartografen Peter Anich und Blasius Hueber.

## Physik, Mathematik und Geodäsie
Am Innsbrucker Institut gründete Weinhart ein Experimentalkabinett, das sogenannte Armarium, das u. a. optische und mechanische Apparate, verschiedenste Messinstrumente sowie Erd- und Himmelgloben enthielt. Im Armarium verbesserte er die von Guericke 1650 erfundene Kolben-Luftpumpe durch eine Ventilsteuerung, die er auch für andere Universitäten, einige Lyceen und die Höfe in Wien und Florenz anfertigte. Er experimentierte erfolgreich mit elliptischen und parabolischen Brennspiegeln aus Gips und Blattgoldauflage; diese „vergülten“ Spiegel waren leichter und von höherer Qualität als die bisherigen Metallspiegel.
Als Mathematiker verfasste er das Lehrbuch Questiones et Responsa ex Arithmetica vulgari, Algebra, et Geometria in Lectionibus et Collegiis Mathematicis pertractanda, das 14 Jahre lang (bis 1779) offizielles Vorlesungsbuch war.
Auch an Fragen der Geodäsie interessiert, unternahm Weinhart genaue Beobachtungen der Sonnenposition und des Polarsterns (Breitenbestimmung und Polaris-Azimute). Auf seine Anregung drechselte Anich den 1 m großen, bald berühmt gewordenen Himmelsglobus mit Uhrwerksantrieb und 1900 Einzelsternen, deren Koordinaten vermutlich dem 1742 in Nürnberg publizierten Doppelmayr-Sternkatalog entstammen. Er wurde mit dem ebenso groß angefertigten Erdglobus 1850 dem Landesmuseum Ferdinandeum übergeben.
Er erprobte die barometrische Höhenmessung für Anwendungen im Gebirge und erstmals in einem Bergwerksschacht, dem damals mit 800 m weltweit tiefsten Hl.-Geist-Schacht bei Kitzbühel. Dabei mit den Problemen der „todten Lufft“ und des „bösen Wetters“ konfrontiert, entwickelte er die maschinelle Durchlüftung („Lufftziecher“) gegen Schlagwetterunfälle und gesundheitliche Gefahren für Knappen.
Weinhart untersuchte auch die wirtschaftlich nutzbaren Gesteinsarten in Tirol, die „Anpflanzung des Türkenkorns“, und die Ursachen des Fischsterbens in stehenden und zugefrorenen Gewässern. Im Auftrag des Guberniums war er Gutachter bei einem befürchteten Felssturz nach dem Erdbeben 1767 im Sellrain und der drohenden Überschwemmung des „Ober- und Unter-Yhnthalls“ durch den aufgestauten Rofener Eissee (1772).

## Atlas Tyrolensis
Pater Ignaz Weinhart SJ ist neben dem Innsbrucker Pestarzt Paul Weinhart d. Ä. wohl die bekannteste Persönlichkeit der gesamten Weinhartschen Familie. Seine Popularität beruht vor allem darauf, dass er als Mentor und Lehrer der zwei Bauernkartografen Peter Anich (1723–1766) und Blasius Hueber (1735–1814) zum wissenschaftlichen Urheber der berühmten Tiroler Karte dieser beiden Bauern aus Oberperfuss geworden ist.
Entscheidend für sein Leben und für die tirolische Kartografie wurde sein erstes Zusammentreffen mit Peter Anich im Jahre 1751, der als Autodidakt bei ihm Hilfe für astronomische und geodätische Fragen suchte. Als er dabei Anichs Talent erkannte, sollte sich daraus Weinharts größte und schönste, aber auch schwerste Aufgabe entwickeln: Die Direktion und Aufsicht über die Kartierung Tirols (1760–1774) und danach der Vorlande (Vorderösterreich). Diese Funktion hatte er von 1760 bis zu seinem Tode 1787 inne. Das 20-teilige Kartenwerk Nord- und Südtirols war die erste genaue Landesaufnahme im Hochgebirge. Sie wurde in die staatliche Josefinische Landesaufnahme (ca. 1765–1785) übernommen und zum Vorbild für spätere Vermessungen der Militärgeografie.